# Eilema complana
Eilema complana (tên tiếng Anh: Scarce Footman) là một loài bướm đêm thuộc phân họ Arctiinae, họ Erebidae. Nó được tìm thấy ở châu Âu.
Sải cánh dài 28–35 mm. Con trưởng thành bay từ tháng 6 đến tháng 8 tùy theo địa điểm.
Ấu trùng ăn Lichen và rêu, nhưng cũng ăn lá của các cây mọc dưới thấp.

## Hình ảnh

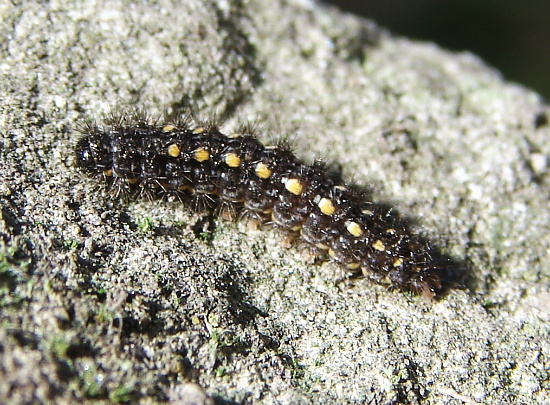
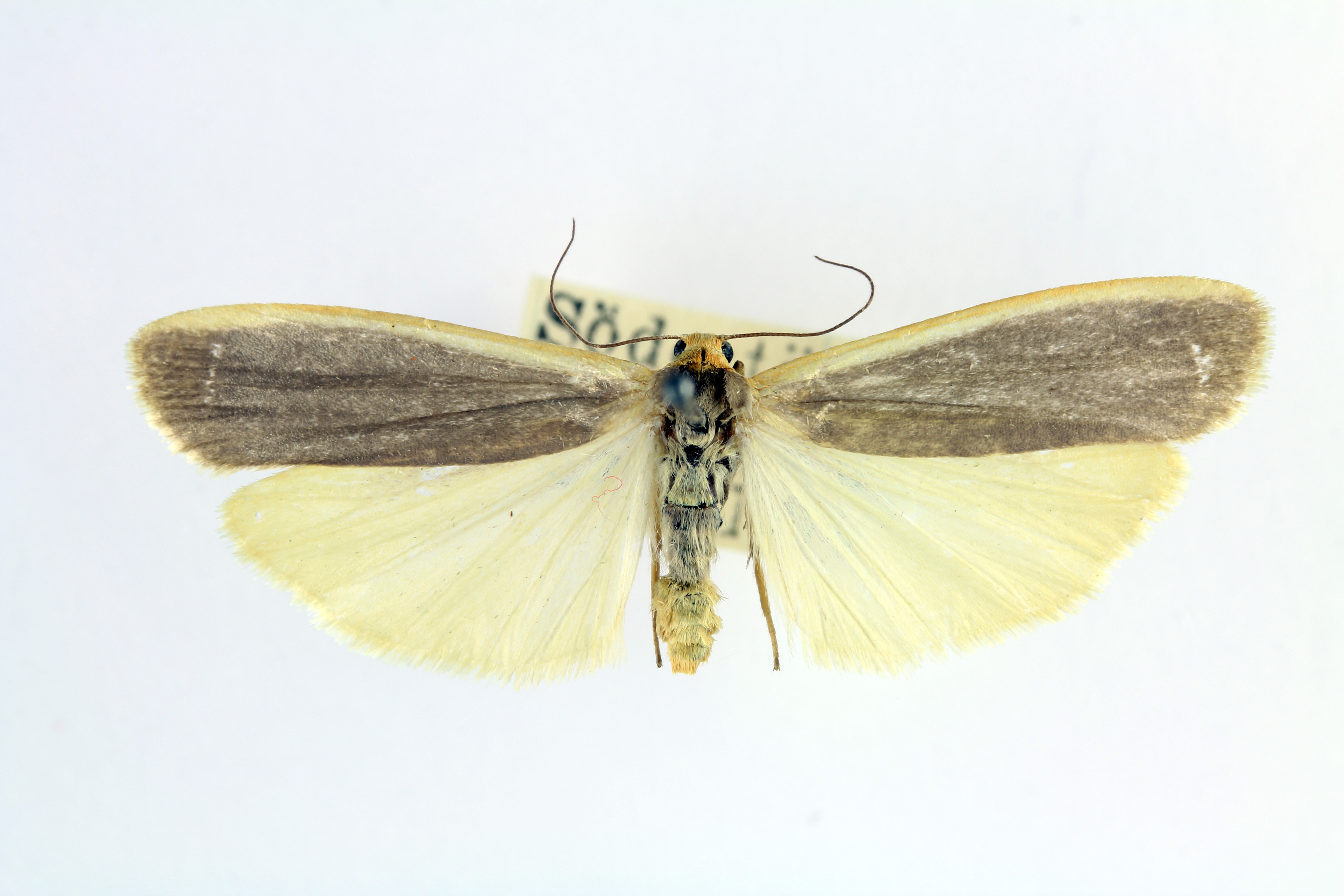
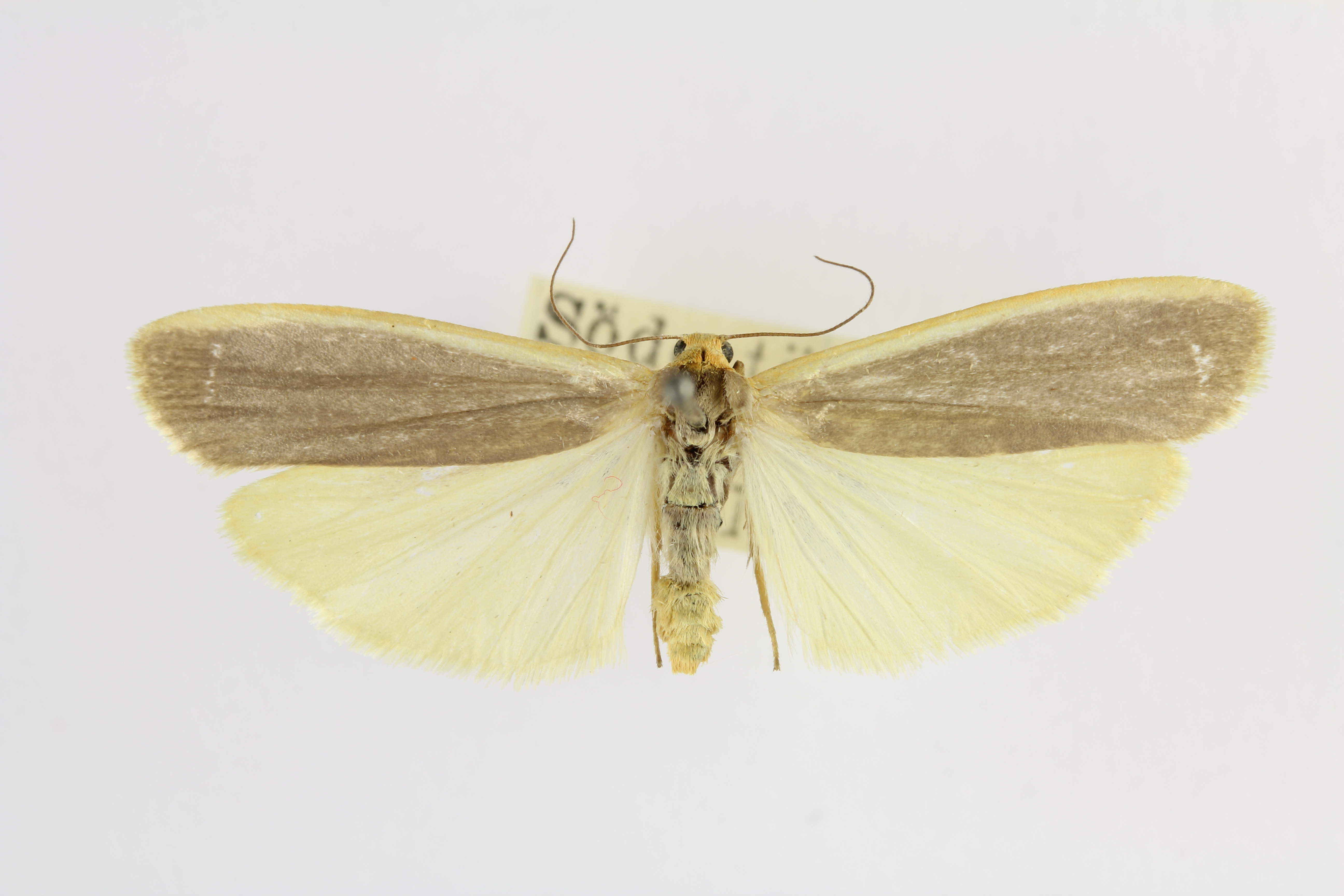
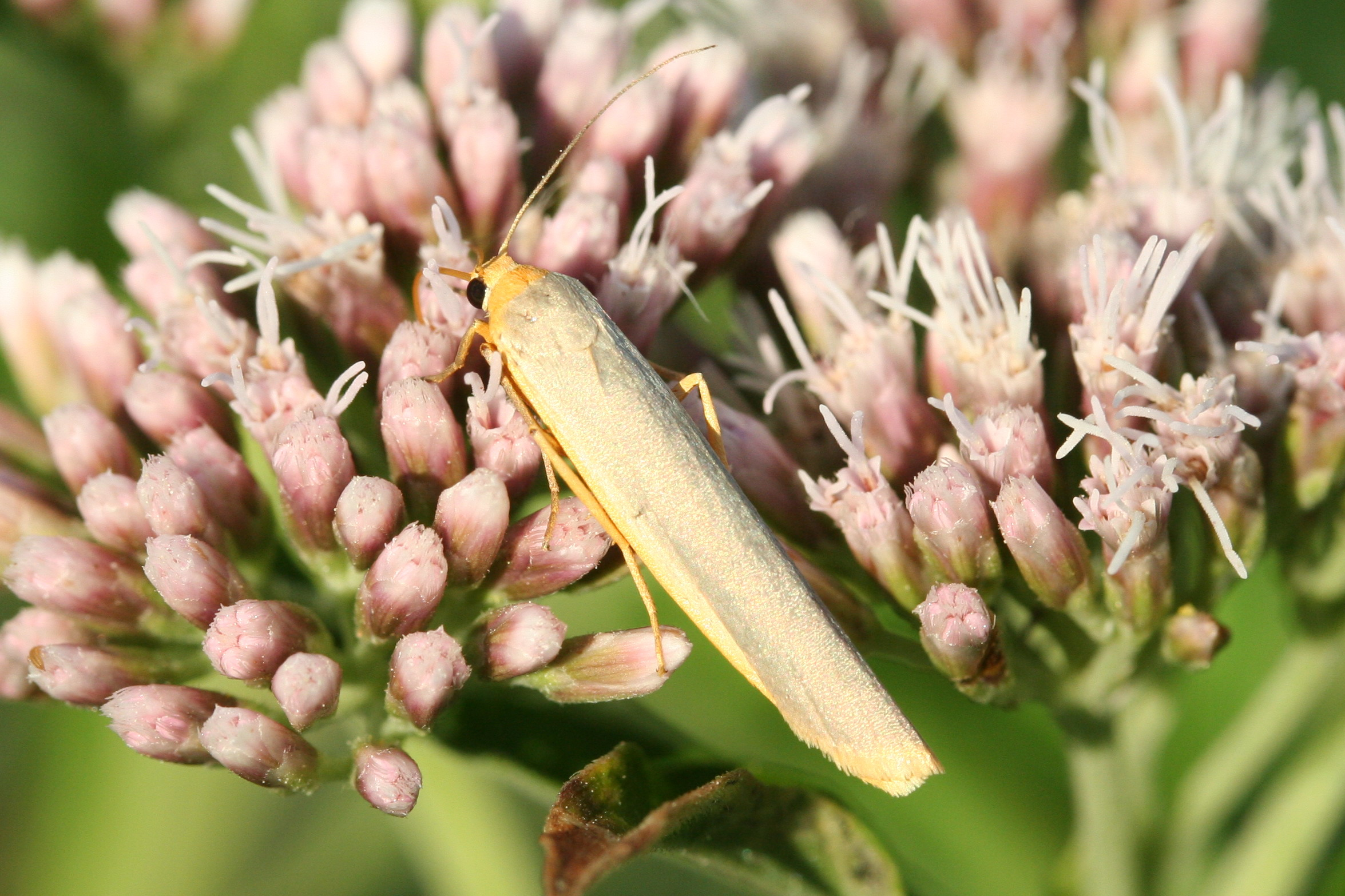